# Wielka Nagroda Jury (Festiwal Filmowy w Wenecji)
Wielka Nagroda Jury (wł. Leone d’argento) – jedna z nagród regulaminowych przyznawanych na Międzynarodowym Festiwalu Filmowy w Wenecji, przez Jury danej edycji wydarzenia. Nagroda ta, jest uznawana za drugą nagrodę festiwalu, zaraz po Złotym Lwie. Laureaci nagrody otrzymują statuetkę Srebrnego Lwa, tę samą co laureaci nagrody za najlepszą reżyserię, co przyczynia się do ich mylenia. W historii festiwalu przyzwana była nieregularnie i pod zmienionymi nazwami, do 2012 przyznawana jako Specjalna Nagroda Jury. Obecnie mylona jest z Nagrodą Specjalną Jury, która jest trzecią nagrodą festiwalu.
Nagroda jest odpowiednikiem nagrody Grand Prix przyznawanej na MFF w Cannes czy też Grand Prix Jury przyznawanej na MFF w Berlinie.

## Laureaci Wielkiej Nagrody Jury
| Rok        | Tytuł polski                        | Tytuł oryginalny                               | Reżyseria                          | Kraj pochodzenia       |
| ---------- | ----------------------------------- | ---------------------------------------------- | ---------------------------------- | ---------------------- |
| 1951       | Tramwaj zwany pożądaniem            | A Streetcar Named Desire                       | Elia Kazan                         | Stany Zjednoczone      |
| 1952       | Zagubione dzieciństwo               | Mandy                                          | Alexander Mackendrick              | Wielka Brytania        |
| 1953       | Nagrody nie przyznano.              | Nagrody nie przyznano.                         | Nagrody nie przyznano.             | Nagrody nie przyznano. |
| 1954       | Rada nadzorcza*                     | Executive Suite                                | Robert Wise                        | Stany Zjednoczone      |
| 1955- 1957 | Nagrody nie przyznano.              | Nagrody nie przyznano.                         | Nagrody nie przyznano.             | Nagrody nie przyznano. |
| 1958       | Kochankowie                         | Les amants                                     | Louis Malle                        | Francja                |
| 1958       | Wyzwanie                            | La sfida                                       | Francesco Rosi                     | Włochy                 |
| 1959       | Twarz                               | Ansiktet                                       | Ingmar Bergman                     | Szwecja                |
| 1960       | Rocco i jego bracia                 | Rocco e i suoi fratelli                        | Luchino Visconti                   | Włochy                 |
| 1961       | Pokój przychodzącemu na świat       | Мир входящему Mir wchodiaszczemu               | Aleksandr Ałow i Władimir Naumow   | ZSRR                   |
| 1962       | Żyć własnym życiem                  | Vivre sa vie                                   | Jean-Luc Godard                    | Francja                |
| 1963       | Błędny ognik                        | Le feu follet                                  | Louis Malle                        | Francja                |
| 1963       | Ewakuacja                           | Вступление Wstuplienije                        | Igor Tałankin                      | ZSRR                   |
| 1964       | Ewangelia według świętego Mateusza  | Il vangelo secondo Matteo                      | Pier Paolo Pasolini                | Włochy                 |
| 1964       | Hamlet                              | Гамлет Gamlet                                  | Grigorij Kozincew                  | ZSRR                   |
| 1965       | Szymon Pustelnik                    | Simón del desierto                             | Luis Buñuel                        | Meksyk                 |
| 1965       | Mam 20 lat                          | Мне двадцать лет Mnie dwadcat liet             | Marlen Chucyjew                    | ZSRR                   |
| 1965       | Dzielni mali mężczyźni              | Modiga mindre män                              | Leif Krantz                        | Szwecja                |
| 1966       | Chappaqua                           | Chappaqua                                      | Conrad Rooks                       | Stany Zjednoczone      |
| 1966       | Pożegnanie z dniem wczorajszym      | Abschied von gestern                           | Alexander Kluge                    | RFN                    |
| 1967       | Chiny są blisko                     | La Cina è vicina                               | Marco Bellocchio                   | Włochy                 |
| 1967       | Chinka                              | La chinoise                                    | Jean-Luc Godard                    | Francja                |
| 1968       | Matka Boska od Turków               | Nostra signora dei turchi                      | Carmelo Bene                       | Włochy                 |
| 1968       | Sokrates                            | Le Socrate                                     | Robert Lapoujade                   | Francja                |
| 1969- 1980 | Nagrody nie przyznano.              | Nagrody nie przyznano.                         | Nagrody nie przyznano.             | Nagrody nie przyznano. |
| 1981       | Złote sny                           | Sogni d’oro                                    | Nanni Moretti                      | Włochy                 |
| 1981       | Nie noszą krawatów                  | Eles não usam black-tie                        | Leon Hirszman                      | Brazylia               |
| 1982       | Imperatyw                           | Imperativ                                      | Krzysztof Zanussi                  | RFN                    |
| 1983       | Biquefarre                          | Biquefarre                                     | Georges Rouquier                   | Francja                |
| 1984       | Ulubieńcy księżyca                  | Les favoris de la lune                         | Otar Ioseliani                     | Francja                |
| 1985       | Tanga dla Gardela                   | El exilio de Gardel: Tangos                    | Fernando Solanas                   | Argentyna              |
| 1986       | Obca, Biała i Pstrokaty             | Чужая, белая и рябой Czużaja, biełaja i riaboj | Siergiej Sołowjow                  | ZSRR                   |
| 1986       | Historia miłosna                    | Storia d’amore                                 | Francesco Maselli                  | Włochy                 |
| 1987       | Hip hip hurra!                      | Hip hip hurra!                                 | Kjell Grede                        | Szwecja                |
| 1988       | Obóz w Thiaroye                     | Camp de Thiaroye                               | Ousmane Sembène i Thierno Faty Sow | Senegal                |
| 1989       | I nastała jasność                   | Et la lumière fut                              | Otar Ioseliani                     | Francja                |
| 1990       | Anioł przy moim stole               | An Angel at My Table                           | Jane Campion                       | Nowa Zelandia          |
| 1991       | Boska komedia                       | A Divina Comédia                               | Manoel de Oliveira                 | Portugalia             |
| 1992       | Śmierć neapolitańskiego matematyka  | Morte di un matematico napoletano              | Mario Martone                      | Włochy                 |
| 1993       | Bad Boy Bubby                       | Bad Boy Bubby                                  | Rolf de Heer                       | Australia              |
| 1994       | Urodzeni mordercy                   | Natural Born Killers                           | Oliver Stone                       | Stany Zjednoczone      |
| 1995       | Komedia Deusa                       | A Comédia de Deus                              | João César Monteiro                | Portugalia             |
| 1995       | Sprzedawca marzeń                   | L’uomo delle stelle                            | Giuseppe Tornatore                 | Włochy                 |
| 1996       | Zbóje: Rozdział VII                 | Brigands, chapitre VII                         | Otar Ioseliani                     | Gruzja                 |
| 1997       | Ból dorastania                      | Ovosodo                                        | Paolo Virzì                        | Włochy                 |
| 1998       | Ostatni przystanek raj              | Terminus Paradis                               | Lucian Pintilie                    | Rumunia                |
| 1999       | Uniesie nas wiatr                   | باد ما را خواهد برد Bad ma ra khahad bord      | Abbas Kiarostami                   | Iran                   |
| 2000       | Zanim zapadnie noc                  | Before Night Falls                             | Julian Schnabel                    | Stany Zjednoczone      |
| 2001       | Upały                               | Hundstage                                      | Ulrich Seidl                       | Austria                |
| 2002       | Dom wariatów                        | Дом дураков Dom durakow                        | Andriej Konczałowski               | Rosja                  |
| 2003       | Latawiec                            | طيّارة من ورق Le cerf-volant                    | Randa Chahal Sabag                 | Liban                  |
| 2004       | W stronę morza                      | Mar adentro                                    | Alejandro Amenábar                 | Hiszpania              |
| 2005       | Maria                               | Mary                                           | Abel Ferrara                       | Stany Zjednoczone      |
| 2006       | Susza                               | Daratt                                         | Mahamat Saleh Haroun               | Czad                   |
| 2007       | I’m Not There. Gdzie indziej jestem | I'm Not There                                  | Todd Haynes                        | Stany Zjednoczone      |
| 2007       | Tajemnica ziarna                    | La graine et le mulet                          | Abdellatif Kechiche                | Francja                |
| 2008       | Teza                                | Teza                                           | Haile Gerima                       | Etiopia                |
| 2009       | Soul Kitchen                        | Soul Kitchen                                   | Fatih Akın                         | Niemcy                 |
| 2010       | Essential Killing                   | Essential Killing                              | Jerzy Skolimowski                  | Polska                 |
| 2011       | Terraferma                          | Terraferma                                     | Emanuele Crialese                  | Włochy                 |
| 2012       | Raj: wiara                          | Paradies: Glaube                               | Ulrich Seidl                       | Austria                |
| 2013       | Bezpańskie psy                      | ˈ郊遊 Jiao you                                 | Tsai Ming-liang                    | Tajwan                 |
| 2014       | Scena ciszy                         | The Look of Silence                            | Joshua Oppenheimer                 | Dania                  |
| 2015       | Anomalisa                           | Anomalisa                                      | Charlie Kaufman i Duke Johnson     | Stany Zjednoczone      |
| 2016       | Zwierzęta nocy                      | Nocturnal Animals                              | Tom Ford                           | Stany Zjednoczone      |
| 2017       | Fokstrot                            | פוֹקְסטְרוֹט Foxtrot                               | Samuel Maoz                        | Izrael                 |
| 2018       | Faworyta                            | The Favourite                                  | Jorgos Lantimos                    | Wielka Brytania        |
| 2019       | Oficer i szpieg                     | J'accuse                                       | Roman Polański                     | Francja                |
| 2020       | Nowy porządek                       | Nuevo orden                                    | Michel Franco                      | Meksyk                 |
| 2021       | To była ręka Boga                   | È stata la mano di Dio                         | Paolo Sorrentino                   | Włochy                 |
| 2022       | Saint Omer                          | Saint Omer                                     | Alice Diop                         | Francja                |
| 2023       | Zła nie ma                          | 悪は存在しない Aku wa sonzai shinai            | Ryûsuke Hamaguchi                  | Japonia                |
| 2024       | Droga do Vermiglio                  | Vermiglio                                      | Maura Delpero                      | Włochy                 |

- Nagroda Specjalna została przyznana obsadzie filmu.